# Aduna
Aduna è un comune spagnolo di 400 abitanti situato nella comunità autonoma dei Paesi Baschi.